# Wishing on a Star
"Wishing on a Star" é um single do grupo estadunidense Rose Royce, incluída no seu álbum In Full Bloom de 1977. A canção é uma balada escrita por Billie Rae Calvin e produzido por Norman Whitfield.
A canção não fez muito sucesso nos Estados Unidos onde alcançou apenas o #52 na Billboard R&B/Hip-Hop Songs. O single teve sucesso no Reino Unido onde atingiu a posição #3 na UK Singles Chart.
Existem versões por nomes como Fresh 4 featuring Lizz E (1989), The Cover Girls (1992),  88.3 featuring Lisa May (1995), Jay-Z featuring Gwen Dickey (1997), Paul Weller (2004), Beyoncé (2004), Seal (2011), entre muitos outros. A versão dos finalistas do The X Factor UK ,com participação dos grupos JLS, Little Mix One Direction (2011) atingiu o nº 1 na Inglaterra.

## Desempenho
| Tabelas musicais (1978)                      | Melhor posição |
| -------------------------------------------- | -------------- |
| Estados Unidos - Billboard R&B/Hip-Hop Songs | 52             |
| Reino Unido - UK Singles Chart               | 3              |

## Versão de The Cover Girls
"Wishing on a Star" (em português:  Pedindo a uma Estrela) é o segundo single do álbum Here It Is, lançado pelo grupo de dance-pop e freestyle The Cover Girls em 1992. Foi o segundo e último single lançado pelo grupo a entrar no Top 10 da Billboard Hot 100 (o outro single foi "We Can't Go Wrong" que alcançou a posição #8), alcançando a posição #9. No Reino Unido e Canadá e canção obteve moderado sucesso, alcançando as posições #38 e #46 respectivamente. Nos Países Baixos a canção obteve grande sucesso, alcançando a posição #6.

### Presença em "De Corpo e Alma" e Assassinato de Daniella Perez.
No Brasil, essa versão ganhou popularidade após ser incluída na trilha sonora da novela De Corpo e Alma, sendo o tema da personagem Yasmin Bianchi, que era interpretada pela atriz Daniella Perez. Em 28 de dezembro de 1992, Daniella foi assassinada por Guilherme de Pádua, ator que participava da mesma novela da atriz. Até hoje, a canção é associada à personagem e à atriz.

### Faixas
CD single
| N.º | Título              | Duração |  |
| 1.  | "Wishing on a Star" | 4:05    |  |
| 2.  | "Funk Boutique"     | 6:40    |  |

12" single
| N.º | Título                                         | Duração |  |
| 1.  | "Wishing on a Star" (12" Mix)                  | 6:43    |  |
| 2.  | "Wishing on a Star" (Jeep 12")                 | 6:43    |  |
| 3.  | "Wishing on a Star" (TNT Dub)                  | 9:40    |  |
| 4.  | "Wishing on a Star" (Magic Sessions Dub)       | 9:45    |  |
| 5.  | "Wishing on a Star" (Magic Sessions Vocal Dub) | 9:47    |  |
| 6.  | "Wishing on a Star" (Acapella)                 | 3:50    |  |

12" Promo single
| N.º | Título                             | Duração |  |
| 1.  | "Wishing on a Star" (12" Mix)      | 6:43    |  |
| 2.  | "Wishing on a Star" (Jeep 12")     | 6:43    |  |
| 3.  | "Wishing on a Star" (LP Version)   | 4:40    |  |
| 4.  | "Wishing on a Star" (Amigo Dub)    | 6:14    |  |
| 5.  | "Wishing on a Star" (Kendog Beats) | 6:40    |  |
| 6.  | "Wishing on a Star" (Acapella)     | 3:50    |  |

### Posições nas paradas musicais
| Parada musical (1992)                               | Melhor posição |
| --------------------------------------------------- | -------------- |
| Canadá - Canada RPM Top 100 Singles                 | 46             |
| Estados Unidos - Billboard Hot 100                  | 9              |
| Estados Unidos - Hot Dance Music/Club Play          | 7              |
| Estados Unidos - Hot Dance Music/Maxi-Singles Sales | 3              |
| Estados Unidos - Hot R&B/Hip-Hop Singles & Tracks   | 19             |
| Estados Unidos - Radio Songs                        | 2              |
| Países Baixos - Dutch Top 40                        | 6              |
| Reino Unido - UK Singles Chart                      | 38             |

| Parada de fim de ano (1992)        | Melhor posição |
| ---------------------------------- | -------------- |
| Brasil - Top 100 Songs             | 23             |
| Estados Unidos - Billboard Hot 100 | 49             |
| Países Baixos - Dutch Top 40       | 46             |

## Versão de Beyoncé Knowles
"Wishing on a Star" foi regravada por Beyoncé em 2004 para o álbum Live at Wembley. A música foi utilizada para promover o perfume True Star de Tommy Hilfiger. Em 2005 foi incluída na trilha sonora do filme Roll Bounce.
No Grammy Awards de 2006 a música foi indicada na categoria melhor performance vocal feminina de R&B. No dia 17 de Agosto de 2010, Beyoncé lançou a canção como um single promocional.

### Faixas e formatos
| True Star - A Private Performance |                                 |                 |         |  |
| N.º                               | Título                          | Álbum de origem | Duração |  |
| 1.                                | "Wishing on a Star"             | Live at Wembley | 4:07    |  |
| 2.                                | "Naïve" (com Solange e Da Brat) | Solo Star       | 3:45    |  |

| Download digital |                     |         |  |
| N.º              | Título              | Duração |  |
| 1.               | "Wishing on a Star" | 4:08    |  |

### Prêmios
| Ano  | Cerimônia     | Categoria                                | Resultado |
| ---- | ------------- | ---------------------------------------- | --------- |
| 2006 | Grammy Awards | Melhor performance vocal feminina de R&B | Indicado  |

### Desempenho
| Tabelas musicais (2005)            | Melhor posição |
| ---------------------------------- | -------------- |
| Estados Unidos - Adult R&B Airplay | 28             |

## Outras versões
| Cantor                                                  | Desempenho                                                |
| ------------------------------------------------------- | --------------------------------------------------------- |
| Angelita Li                                             | Caminhos Cruzados                                         |
| Annie Haslam                                            |                                                           |
| Annie Haslam 1989 epic records                          |                                                           |
| Austin Drage                                            | Ao vivo no The X Factor                                   |
| Bic Runga                                               | Live in Concert: with the Christchurch Symphony Orchestra |
| 88.3 com Lisa May                                       |                                                           |
| Fresh Four                                              |                                                           |
| Jay-Z com Gwen Dickey                                   | In My Lifetime, Vol. 1                                    |
| Jordin Sparks                                           | Ao vivo no American Idol                                  |
| Junior Walker                                           |                                                           |
| Miriam Stockley                                         | The 10th Kingdom                                          |
| Ning Baizura                                            | Natural Woman                                             |
| Finalistas do The X Factor UK feat. One Direction & JLS | The X Factor                                              |
| Paul Weller                                             | Studio 150                                                |
| Randy Crawford                                          | Every Kind of Mood                                        |
| Queen Latifah                                           | Ao vivo no The BET Honors                                 |
| Teena Marie                                             | New York Undercover: A Night at Natalie's                 |
| Elaine Paige                                            | Christmas                                                 |
| Avanna (VOCALOID3)                                      | Demonstração do banco de voz                              |